# Konkow
Konkow (Concow, Northwestern Maidu) je pleme Maidu Indijanaca, porodica Pujunan, nastanjeno u Kaliforniji uz pritoke Feather Rivera, sadašnji okrug Butte. Prvi kontakt s Europljanima imaju 1830.-tih godina kada ih mnogo stradava od raznih bolesti. Dvadeset godina kasnije njihovu zemlju zauzeli su kopači zlata. Danas oni žive na rezervatima Berry Creek Rancheria, Chico Rancheria (banda Mechoopda), Mooretown Rancheria (s Maidu Iondijancima) i na Round Valleyu. 
Sela Konkowa bila su: Bahyu, Bauka, Bayu, Benkümkümi, Botoko, Eskini, Hoholto, Hokomo, Kalkalya, Konkau, Kulayapto,  Michopdo, Nim-sewi, Ololopa, Otaki, Paki, Tadoiko, Taichida, Taikus, Toto-ma, Tsaktomo, Tsam-bahenom, Tsuka, Tsulum-sewi, Yauku, Yuma, Yunu.

## Tribeleti ili 'distrikti'
Swanton navodi sljedeće tribelete ili 'distrikte' citirajući Kroebera kojemu je informant polukrvni Wintun koji je veći dio života proveo među Maidu Indijancima na rijeci Chico:
- Shi'da-wi, između rijeke Sacramento i donjeg Pine Creeka.
- Mu'li, na rijeci Sacramento između Pine i Chico Creeka.
- Ts'êno or Ch'ê'no, na zapadnoj strani Sacramenta, nasuprot ušća Chico Creeka.
- Su'`nusi, na sacramentu od Chico Creeka do Llano Seca.
- Batsi', blizu Jacinta, na zapadnoj strani.
- Pi'nhuk, glavno naselje, današnji Butte City.
- Micho'pdo, od Dayton do istočno od Little Chico Creek.
- O'da-wi, Chico City i od Edgar Slougha do Sandy Gulcha.
- E'sken, Durham i od Butte Creeka do Clear Creeka.
- Shi'udu, od Clear Creek do Feather River kod Orovillea.
- Ku'lu, stočno od Shi'udu.
- Yu'pu, (ovo je selo Nishinam Indijanaca).

## Vanjske poveznice
- Konkow Valley Band of Maidu  Arhivirana inačica izvorne stranice od 10. kolovoza 2006. (Wayback Machine)
- Foto galerija  Arhivirana inačica izvorne stranice od 10. kolovoza 2006. (Wayback Machine)